# Peter Joraschky

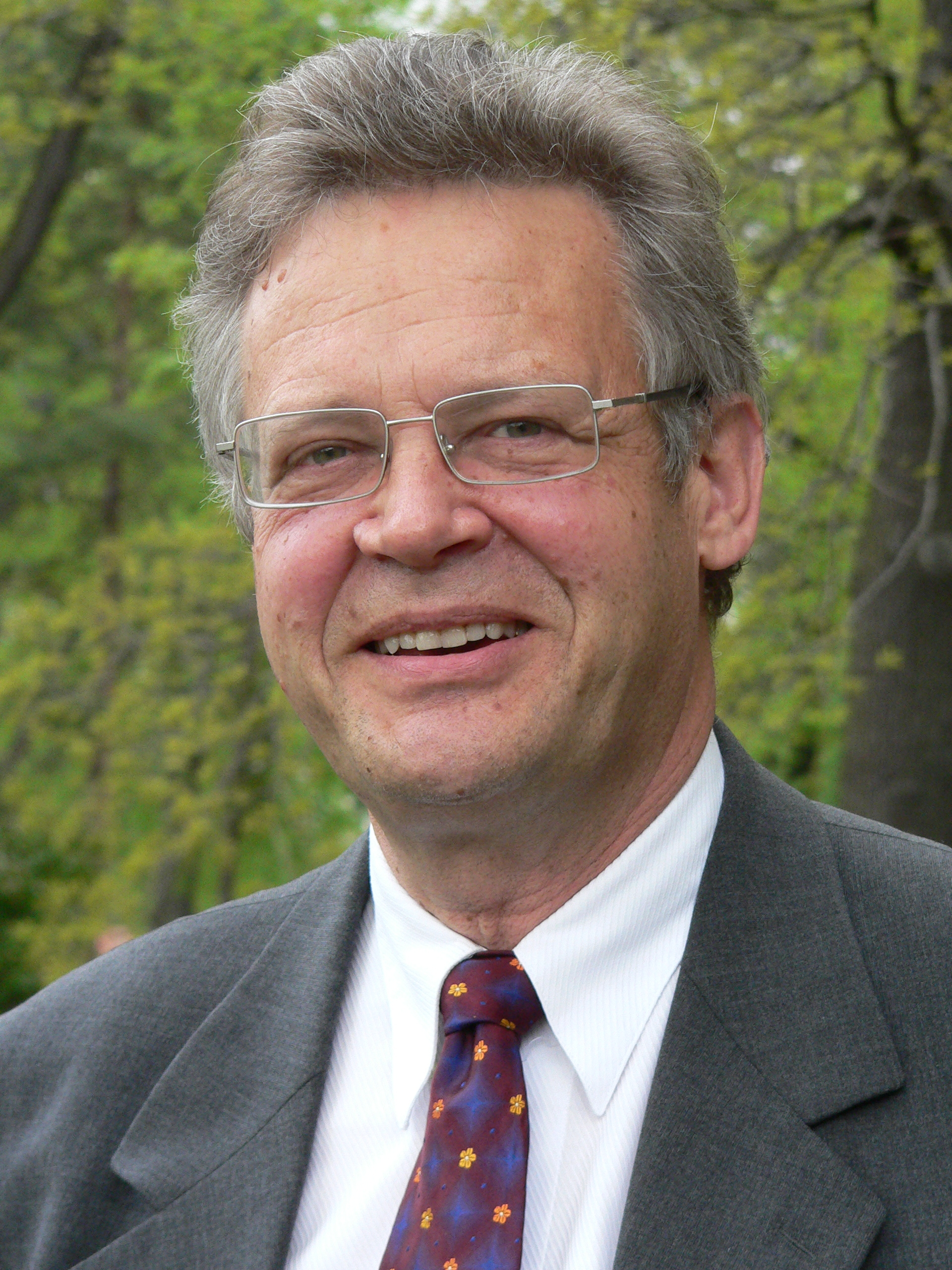
Peter Joraschky, 24. April 2007

Peter Joraschky (* 25. Januar 1947 in Heidenheim) ist ein deutscher Arzt, Psychoanalytiker und Psychotherapieforscher, war Professor für Psychotherapie und Psychosomatik am Universitätsklinikum Carl Gustav Carus Dresden und ist Leiter der Akademie für Allgemeine Psychotherapie private GmbH (Dresden).

## Leben
Nach dem Abitur am Humboldt-Gymnasium Ulm 1966 studierte Joraschky von 1966 bis 1972 Medizin und von 1969 bis 1971 auch Psychologie in München. Seine Approbation erhielt er 1973. 1973 bis 1974 war er Assistenzarzt in der Abteilung für psychosomatische Medizin am Zentrum für Innere Medizin in Ulm (Leiter: Thure von Uexküll). 1974 begann Joraschky seine psychoanalytische Ausbildung bei Helmut Thomä in Ulm. 1980 erfolgten der Abschluss der Facharztausbildung und die Anerkennung als Nervenarzt durch die Bayrische Landesärztekammer (1980: Zusatzbezeichnung Psychotherapie, 1984: Zusatzbezeichnung Psychoanalyse). 1980 wurde er Oberarzt am Bezirkskrankenhaus Günzburg, wo er den Bereich Psychotherapie leitete.
Er promovierte 1982 zum Dr. med. (Titel der Arbeit: Das Körperschema und das Körperselbst als Regulationsprinzipien der Umwelt-Organismus-Beziehung). 1984 ging Joraschky als Oberarzt an die Psychiatrische Universitätsklinik Erlangen (Leiter: Eberhard Lungershausen) und leitete dort den Bereich Psychosomatik. 1988 habilitierte sich Joraschky (Titel der Arbeit: Grenzstörungen in der Familie - Vergleich zwischen Familien mit einem schizophrenen und Familien mit einem neurotischen Jugendlichen), erhielt die Venia Legendi für das Fach Psychiatrie und wurde zum Privatdozenten ernannt. Die Lehrbefugnis wurde 1989 auf die Fachgebiete Psychosomatik und Psychotherapie erweitert. 1991 wurde Joraschky zum Universitätsprofessor an der Universität Erlangen-Nürnberg ernannt (Leiter der selbständigen Abteilung für Psychosomatik und Psychotherapie). Ab dem 1. Januar 1998 war er Professor für Psychotherapie und Psychosomatik sowie Direktor der Klinik für Psychotherapie und Psychosomatik am Universitätsklinikum Carl Gustav Carus Dresden. 2012 wurde er emeritiert.
Ab 2012 leitete er die Akademie für Allgemeine Psychotherapie private GmbH (aap) in Dresden, ein staatlich anerkanntes Institut für die Ausbildung in psychologischer Psychotherapie.

## Leistungen
Forschungsschwerpunkte von Joraschky liegen u. a. in den Bereichen Familiendiagnostik und Familientherapie, Paartherapie, stationäre Psychotherapie von Angststörungen, Diagnostik und Therapie somatoformer Schmerzstörungen, Einfluss von Traumatisierungen auf psychosomatische Erkrankungen, Körperbildforschung, Affektive Störungen, Konsiliar- und Liaisonpsychosomatik.
Joraschky ist Mitglied im Sächsischen Institut für Psychoanalyse. Von 2003 bis 2006 war er Präsident des Deutschen Kollegiums für Psychosomatische Medizin (DKPM).

## Schriften (Auswahl)
Joraschky ist Herausgeber, Gutachter und Beiratsmitglied verschiedener renommierter Fachzeitschriften (u. a. Zeitschrift für Psychosomatische Medizin und Psychotherapie, Psychotherapie Psychosomatik Medizinische Psychologie). Er publizierte Artikel in nationalen und internationalen wissenschaftlichen Fachzeitschriften, Beiträge in zahlreichen Fachbüchern und mehrere Bücher.
- R. H. Adler, W. Herzog, P. Joraschky, K. Köhle, W. Langewitz, W. Söllner, W. Wesiack (Hrsg.): Uexküll Psychosomatische Medizin: Theoretische Modelle und klinische Praxis. Urban & Fischer / Elsevier, München 2010, ISBN 978-3-437-21831-6
- P. L. Janssen, P. Joraschky, W. Tress (Hrsg.): Leitfaden Psychosomatische Medizin und Psychotherapie: Orientiert an den Weiterbildungsrichtlinien der Bundesärztekammer. Deutscher Ärzte-Verlag, Köln 2009, ISBN 978-3-7691-0551-3
- C. Schönberg-Hanke, M. Israel, P. Joraschky, K. Pöhlmann: Veränderung des Selbstkonzepts von Sozialphobikern und Agoraphobikern im Verlauf einer Psychotherapie. Jacobs, Lage 2009, ISBN 978-3-89918-182-1
- P. Joraschky, H. Lausberg, K. Pöhlmann (Hrsg.): Körperorientierte Diagnostik und Psychotherapie bei Essstörungen. Psychosozial-Verlag, Gießen 2008, ISBN 978-3-89806-813-0
- P. Joraschky, T. Loew, F. Röhricht: Körpererleben und Körperbild: Ein Handbuch zur Diagnostik. Schattauer, Stuttgart 2008, ISBN 978-3-7945-2425-9
- J. Wiesse, P. Joraschky (Hrsg.): Identitäten im Verlauf des Lebens. Vandenhoeck & Ruprecht, Göttingen 2007, ISBN 978-3-525-45321-6
- Michael Zaudig, R. D. Trautmann-Sponsel, P. Joraschky, R. Rupprecht, H.-J. Möller, H. Saß (Hrsg.) Therapielexikon Psychiatrie, Psychosomatik, Psychotherapie. Springer, Heidelberg 2005, ISBN 978-3-540-25606-9
- T. Loew, K. Tritt, P. Joraschky (Hrsg.): Stationäre Behandlung in der Psychosomatik - wer, wann, wie? Verlag Dr. Kovac, Hamburg, 2005, ISBN 978-3-8300-2088-2
- U.T. Egle, S.O. Hoffmann, P. Joraschky (Hrsg.): Sexueller Mißbrauch, Mißhandlung, Vernachlässigung. Schattauer, Stuttgart 2004, ISBN 978-3-7945-2314-6
- S.P. Rutschmann, P. Joraschky: Lebensqualität gesunder und klinischer Populationen im Vergleich. Jacobs, Lage 2002, ISBN 978-3-932136-95-5
- J. Wiesse, P. Joraschky (Hrsg.): Psychoanalyse und Körper. Vandenhoeck & Ruprecht,  Göttingen 2000, ISBN 978-3-525-46006-1
- D. Biedermann, P. Joraschky, P. Leiberich, M. Mück-Weymann (Hrsg.): Soziale Unterstützung von Krebspatienten durch das persönliche Beziehungsumfeld. Eine Längsschnitt-Untersuchung über 4 Jahre.  Jacobs, Lage 2000, ISBN 978-3-932136-70-2
- M. Nemetz, P. Joraschky, M. Mück-Weymann (Hrsg.): Bindungskonstellation und Paarkonflikte von Angstpatienten mit ihrem Partner.  Jacobs, Lage 2000, ISBN 978-3-932136-69-6
- A. Merz, P. Joraschky, M. Mück-Weymann (Hrsg.): Die geteilte Konstruktion der Wirklichkeit in Familien. Das Familienparadigma von David Reiss. Jacobs, Lage 2000, ISBN 978-3-932136-71-9
- T. Loew, P. Joraschky, V. Köllner Wenn die Seele den Körper leiden lässt. Trias, Stuttgart 1998, ISBN 978-3-89373-418-4
- E. Lungershausen, P. Joraschky, A. Barocka: Depression. Neue Perspektiven der Diagnostik und Therapie. Springer, Berlin 1993, ISBN 978-3-540-57133-9
- H.C. Dollinger, J. Demling, P. Joraschky, A. Pless: Peptische Magen-Darm-Erkrankungen. Organische und psychosomatische Aspekte. Springer, Berlin 1990, ISBN 978-3-540-53079-4
- W.P. Kaschka, P. Joraschky, E. Lungershausen (Hrsg.): Die Schizophrenien. Biologische und familiendynamische Konzepte zur Pathogenese. Springer, Berlin 1988, ISBN 978-3-540-19290-9
- P. Joraschky: Das Körperschema und das Körper-Selbst als Regulationsprinzipien der Organismus-Umwelt-Interaktion. Minerva, München 1983, ISBN 3-597-10485-1